# Adapsona fulva
Adapsona fulva är en tvåvingeart som beskrevs av Paramonov 1958. Adapsona fulva ingår i släktet Adapsona och familjen Pyrgotidae. Inga underarter finns listade i Catalogue of Life.